# Руські Карші
Ру́ські Карші́ (рос. Русские Карши) — присілок у складі Ачитського міського округу Свердловської області.
Населення — 107 осіб (2010, 212 у 2002).
Національний склад станом на 2002 рік: росіяни — 83 %.
Стара назва — Одина.